# Jurjen Battjes
Jurjen Anno Battjes (Winschoten, 22 februari 1939) is een Nederlandse civiel ingenieur. Hij was hoogleraar in de vloeistofmechanica aan de Technische Universiteit Delft tot aan zijn emeritaat in 2004.

## Loopbaan
Battjes is geboren op 22 februari 1939 in Winschoten.
Hij studeerde civiele techniek aan de Technische Universiteit Delft, en kreeg zijn ingenieurstitel in 1962. Vervolgens was hij vier jaar assistent-docent bij het Laboratory of Coastal Engineering van de Universiteit van Florida in de Verenigde Staten.
In 1974 promoveerde Battjes in de Technische Wetenschappen op zijn proefschrift Computation of Set-up, Longshore Currents, Run-up and Overtopping due to Wind-generated Waves 
met als promotor prof.dr.ir. J.C. Schönfeld.
In 1974 werd hij benoemd als lector in de vloeistofmechanica aan de TU Delft, welk ambt hij aanvaardde met de rede Zeegolven (uitgesproken in mei 1975).
In 1998 ontving hij van het Universiteitsfonds Delft de 'Leermeesterprijs'. In mei 2004 ging hij met emeritaat met de rede De proef op de som.
In oktober 2005 is hem gevraagd te helpen bij het onderzoek naar de oorzaak van het falen van de zeeweringen rond New Orleans ten gevolge van de orkaan Katrina.. Battjes was lid van het 'external review panel' belast met het beoordelen van de werkgroep die het functioneren van de zeeweringen rond New Orleans moest analyseren. Hij was de enige niet-Amerikaan in dat panel.
Battjes werd lid van de Koninklijke Nederlandse Akademie van Wetenschappen in 1975.
In 1990 won hij de 'International Coastal Engineering Award' van de Amerikaanse ingenieursvereniging ASCE.
In 2009 werd hij gekozen als buitenlands lid van de US National Academy of Engineering in de sectie civiele techniek.
Zijn boek Unsteady flows in open channels, met als co-auteur Robert Jan Labeur, is gewaardeerd als "outstanding academic title 2017" door Choice magazine.
- Bibsys: 90134044
- Bibliothèque nationale de France: cb17120748n (data)
- CiNii: DA04371445
- Gemeinsame Normdatei: 133511030
- International Standard Name Identifier: 0000 0000 8302 4841
- Library of Congress Control Number: n85104550
- Mathematics Genealogy Project: 132118
- Nationale bibliotheek van Australië: 35681099
- Nationale Bibliotheek van Israël: 987007328068805171
- Nederlandse Thesaurus van Auteursnamen: 072930829
- Système universitaire de documentation: 201697793
- Virtual International Authority File: 111029778
- WorldCat: E39PBJqFTfFh9c3k9jXwXvXrv3